# Fayetteville (Georgia)
Fayetteville es una ciudad ubicada en el condado de Fayette en el estado estadounidense de Georgia. En el censo de 2020, su población era de 18,957 habitantes.

## Demografía
En el 2000 la renta per cápita promedia del hogar era de $55,208, y el ingreso promedio para una familia era de $62,133. El ingreso per cápita para la localidad era de $26,551. Los hombres tenían un ingreso per cápita de $43,949 frente a los $35,035 de las mujeres.

## Geografía
Fayetteville se encuentra ubicado en las coordenadas 33°26′52″N 84°27′42″O / 33.44778, -84.46167 (33.447778, -84.461667).
Según la Oficina del Censo, la localidad tiene un área total de 25,8 km² (10,0 mi²), de la cual 25,6 km² (9,9 mi²) es tierra y 0,2 km² (0 mi²) (0.10%) es agua.